# بارتلمی ژیار
بارتلمی ژیار (انگلیسی: Barthélemy Gillard؛ زادهٔ ۲۴ مهٔ ۱۹۳۵) دوچرخه‌سوار اهل بلژیک است.